# Grace Upshaw
Grace Upshaw, född den 22 september 1975 i Berkeley, Kalifornien, är en amerikansk friidrottare som tävlar i längdhopp.
Upshaws första mästerskapsfinal var vid VM 2003 då hon slutade åtta. Vid IAAF World Athletics Final 2003 slutade hon trea med ett hopp på 6,60. Hon deltog vid Olympiska sommarspelen 2004 då hon blev tia med ett hopp på 6,64.
Även vid VM 2005 var hon i final och slutade där sjua efter att hoppat 6,51. Hon blev åter trea vid IAAF World Athletics Final 2005.
Under 2007 misslyckades hon med att ta sig till VM-finalen i Osaka men hon avslutade året att bli tvåa vid IAAF World Athletics Final 2007. Hon var även i final vid Olympiska sommarspelen 2008 denna gång blev hon åtta med ett hopp på 6,58.

## Personliga rekord
- Längdhopp - 6,88 meter